# Episodi di Neon Rider (seconda stagione)
La seconda stagione della serie televisiva Neon Rider è stata trasmessa in anteprima in Canada dalla CTV nel corso del 1991.
| nº | Titolo originale      | Titolo italiano | Prima TV Canada | Prima TV Italia |
| -- | --------------------- | --------------- | --------------- | --------------- |
| 1  | The Face in the Crowd |                 | 1991            |                 |
| 2  | 1117                  |                 | 1991            |                 |
| 3  | Loyalties             |                 | 1991            |                 |
| 4  | The Twelfth Step      |                 | 1991            |                 |
| 5  | Secrets               |                 | 1991            |                 |
| 6  | Men of Principle      |                 | 1991            |                 |
| 7  | Providence            |                 | 1991            |                 |
| 8  | Bread and Water       |                 | 1991            |                 |
| 9  | Twist in the Wind     |                 | 1991            |                 |
| 10 | Black Moon Rising     |                 | 1991            |                 |
| 11 | Before I Sleep        |                 | 1991            |                 |
| 12 | Phoenix               |                 | 1991            |                 |
| 13 | Nowhere Fast          |                 | 1991            |                 |
| 14 | Parent's Day          |                 | 1991            |                 |